# Indiase zwelhaai
De Indiase zwelhaai (Cephaloscyllium silasi) is een vissensoort uit de familie van de kathaaien (Scyliorhinidae). De wetenschappelijke naam van de soort is voor het eerst geldig gepubliceerd in 1974 door Talwar.